# المدرسة الألمانية ببيروت
المدرسة الألمانية ببيروت هي مدرسة ألمانية عالمية تقع بمدينة بيروت ولها حرمين جامعيين بيروت والدوحة.
المدرسة الألمانية ببيروت مرخّصة من الحكومة اللبنانيّة، وتتبع القوانين والأنظمة الإجرائيّة في لبنان، ويحصل الطلاب المتخرجين من هذه الجامعة على دبلومة ألمانية أو بكالوريوس لبناني، ويتحمل الطلاب نفقات المدرسة عن طريق دفع الرسوم حيث أن المدرسة غير مدعومة مالياً من الحكومة.